# Wii Fit
Wii Fit es un videojuego de ejercicio de 2007 diseñado por Hiroshi Matsunaga de Nintendo para la videoconsola doméstica Wii, con una variedad de minijuegos de yoga, entrenamiento de fuerza, aeróbic y equilibrio para usar con el periférico Wii Balance Board. Matsunaga describió el juego como "una forma de ayudar a que las familias hagan ejercicio juntas". Desde entonces ha sido adoptado por varios gimnasios de todo el mundo, y anteriormente se ha utilizado para rehabilitación fisioterapéutica en niños y en residencias de ancianos para mejorar la postura en personas mayores.
El juego ha recibido críticas generalmente positivas, a pesar de las críticas sobre la falta de intensidad en algunas de sus actividades de entrenamiento. A March 2022, Wii Fit era el tercer juego de consola más vendido que no venía con una consola, con 22 millones de copias vendidas. 67 millones de copias.
Wii Fit Plus, una versión mejorada con juegos, actividades y funciones adicionales, se lanzó para la Wii en octubre de 2009. También tuvo una buena acogida y fue un éxito comercial; a March 2022, es el séptimo juego más vendido de Wii, con un total de 21,13 millones de copias vendidas. Ambas versiones han vendido un total combinado de 43,8 millones de copias, lo que convierte al juego en uno de los videojuegos más vendidos de todos los tiempos.

## Jugabilidad

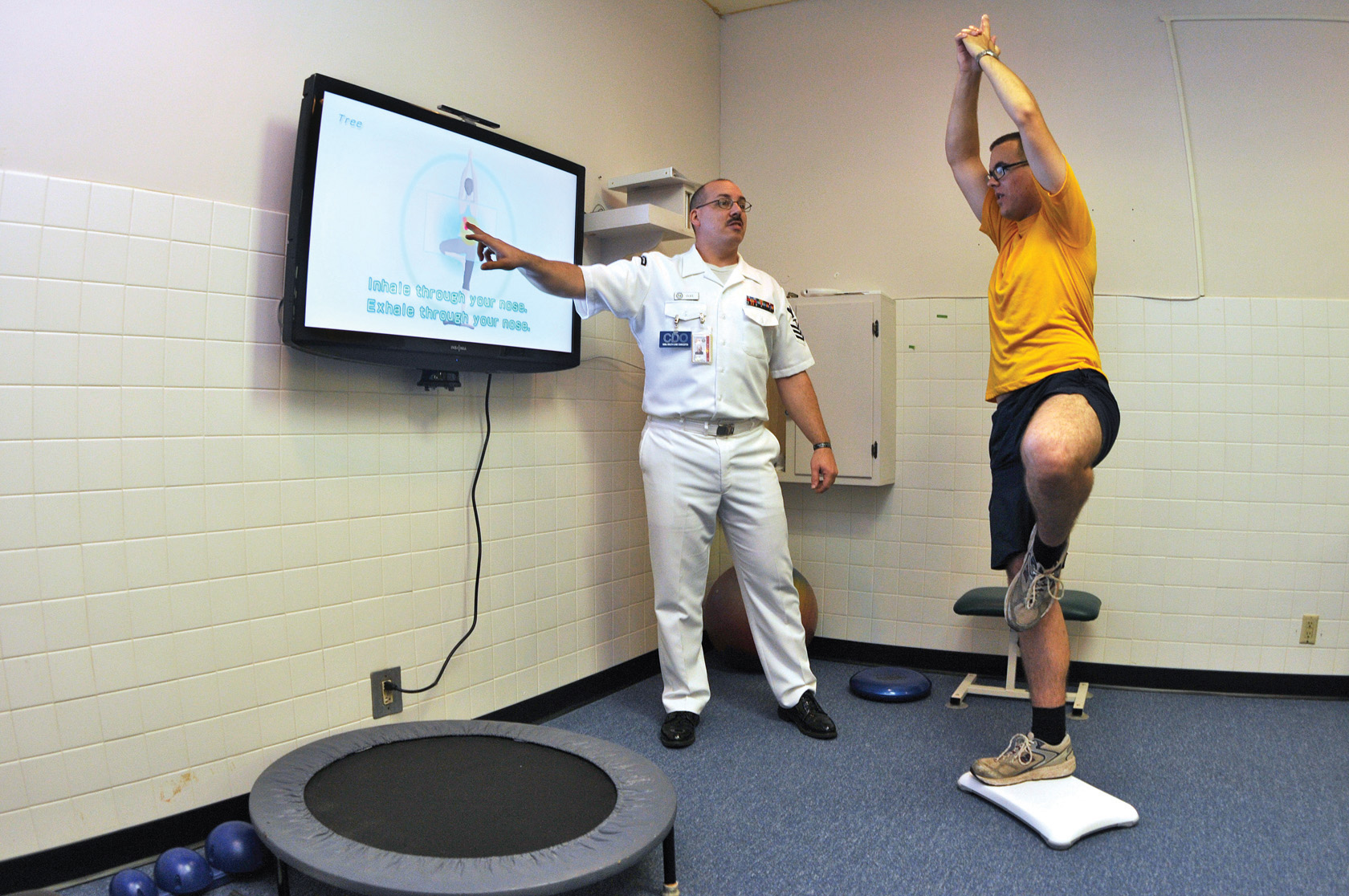
Wii Fit se centra en el uso de la Balance Board incluida para realizar ejercicios en el juego.

Wii Fit requiere el uso de la Wii Balance Board, un periférico de plataforma único sobre el que el jugador se sitúa durante el juego. La Wii Balance Board puede detectar y rastrear el centro de equilibrio (COB) del usuario, una función muy utilizada en el juego; también medirá el peso del mismo modo que una báscula de baño. Wii Fit contiene más de 40 actividades diseñadas para que el jugador realice ejercicio físico, que consisten en posturas de yoga, entrenamiento de fuerza, aeróbic y juegos de equilibrio. La mayoría de las actividades suelen centrarse en mantener el COB y mejorar la posture.
Los jugadores se registran y juegan en Wii Fit a través de un perfil de usuario, asignado con la fecha de nacimiento del jugador, su altura y su personaje Mii, que realiza un seguimiento del progreso del jugador. Las actividades físicas realizadas fuera de Wii Fit también se pueden registrar en el perfil. Wii Fit permite registrar hasta ocho perfiles diferentes.

### Yoga y entrenamiento de fuerza
Las actividades de yoga y entrenamiento de fuerza de Wii Fit ofrecen al jugador un entrenador personal en pantalla que le orienta y evalúa. Mientras está de pie o apoyado en la Wii Balance Board, el jugador recibe instrucciones para realizar la actividad imitando con precisión las acciones del entrenador. En Yoga, el jugador mantiene una postura o una serie de posturas durante un tiempo determinado; en Entrenamiento de fuerza, el jugador realiza un número determinado de repeticiones del ejercicio seleccionado. Durante estas sesiones, se muestra al jugador una indicación visual de su COB, representada como un punto rojo. El entrenador aconseja al jugador que mantenga el COB durante toda la actividad, pidiéndole que no se mueva fuera de un umbral determinado, normalmente indicado como un círculo amarillo. Cuando termina la actividad, el jugador recibe una puntuación basada en lo bien que ha mantenido el equilibrio durante la sesión: se restan puntos si el cuerpo del jugador se balancea o se sacude de forma fortuita en algún momento. Wii Fit tiene 30 actividades de yoga y entrenamiento de fuerza.
| Yoga                                           | Entrenamiento de fuerza             |
| ---------------------------------------------- | ----------------------------------- |
| Respiración diafragmática Respiración profunda | Extensión de una pierna             |
| Media Luna                                     | Flexión de brazos y Plancha lateral |
| Guerrero                                       | Torsiones del torso                 |
| Árbol                                          | Jackknife                           |
| Saludo al sol                                  | Zancada                             |
| Rodilla de pie                                 | Sentadilla de remo                  |
| Palmera                                        | Giro de una pierna                  |
| Silla                                          | Levantamiento de pierna lateral     |
| Triángulo                                      | Plancha                             |
| Perro Boca Abajo                               | Extensión de tríceps                |
| Baile                                          | Levantamiento de brazos y piernas   |
| Cobra                                          | Levantamiento de un solo brazo      |
| Puente                                         | Reto de las flexiones               |
| Torsión vertebral                              | Desafío Jackknife                   |
| Reto Parada de hombros                         | Reto de la plancha                  |

### Aeróbic y juegos de equilibrio
Las otras dos categorías principales de Wii Fit, Aeróbic y Equilibrio consisten en 18 minijuegos que incluyen Miis como personajes jugables. Los aeróbicos se centran en actividades que requieren un movimiento más vigoroso, y se dividen en tres tipos distintos: hula hooping, aeróbic step, y jogging. En el Hula Hoop, el jugador gira las caderas para hacer girar una serie de aros, y se puntúa según el número de giros conseguidos en un periodo de tiempo. Los ejercicios aeróbicos de step (llamados simplemente "Step" en el juego) se centran en subir y bajar de la Wii Balance Board de forma rítmica. En el jogging, en el que no se usa la Wii Balance Board, el jugador corre sin moverse mientras mantiene el mando de Wii conectado en el bolsillo, que actúa como un pseudopodómetro. El juego ofrece variaciones de step aeróbico y footing (llamadas "Free Step" y "Free Run" respectivamente) en las que el usuario puede ejercitarse a su propio ritmo y no requiere ver la pantalla del juego; el jugador puede ver la televisión o algo similar mientras realiza el ejercicio. Los Juegos de Equilibrio consisten en nueve actividades que se centran en controlar directamente el juego utilizando el COB del jugador. "Fútbol de cabeza", por ejemplo, se centra en inclinarse a la izquierda o a la derecha para controlar el Mii del jugador con el fin de cabecear los balones de fútbol que llegan. Otro, "Inclinación de la mesa", se centra en dirigir los balones hacia los agujeros cambiando el equilibrio del jugador para inclinar la plataforma sobre la que descansan. También hay actividades basadas en esquí de slalom, snowboard y funambulismo, y un juego basado en Zazen (llamado "Lotus Focus") en el que el jugador se sienta en la Wii Balance Board y permanece inmóvil durante un tiempo.
| Aeróbic                                  | Juegos de equilibrio                         |
| ---------------------------------------- | -------------------------------------------- |
| Hula Hoop                                | Fútbol de cabeza ("Heading" en Europa)       |
| Paso básico ("Step Basics" en Europa)    | Eslalon de esquí                             |
| Carrera básica ("Jogging" en Europa)     | Salto de esquí                               |
| Super Hula Hoop                          | Inclinación de la mesa                       |
| Paso avanzado ("Step Plus" en Europa)    | Cuerda Floja ("Tightrope Tension" en Europa) |
| Carrera 2P ("2P Jogging" en Europa)      | Burbuja de equilibrio                        |
| Boxeo a ritmo                            | Deslizamiento de pingüinos                   |
| Paso libre                               | Eslalon de tabla de nieve                    |
| Carrera Libre ("Free Jogging" en Europa) | Enfoque Lotus ("Zazen" en Europa)            |

### Prueba corporal
Los jugadores pueden someterse a "Pruebas corporales", en las que se calcula el índice de masa corporal (IMC) del jugador y se prueba el control del equilibrio. Cada prueba corporal determina y actualiza la Edad de Wii Fit del jugador, que sugiere de forma aproximada la fuerza física del jugador en relación con su edad real. Se puede instalar una aplicación independiente llamada "Canal Wii Fit" en el Menú Wii para que los jugadores puedan realizar pruebas corporales sin necesidad de cargar el disco de juego de Wii Fit.

## Desarrollo

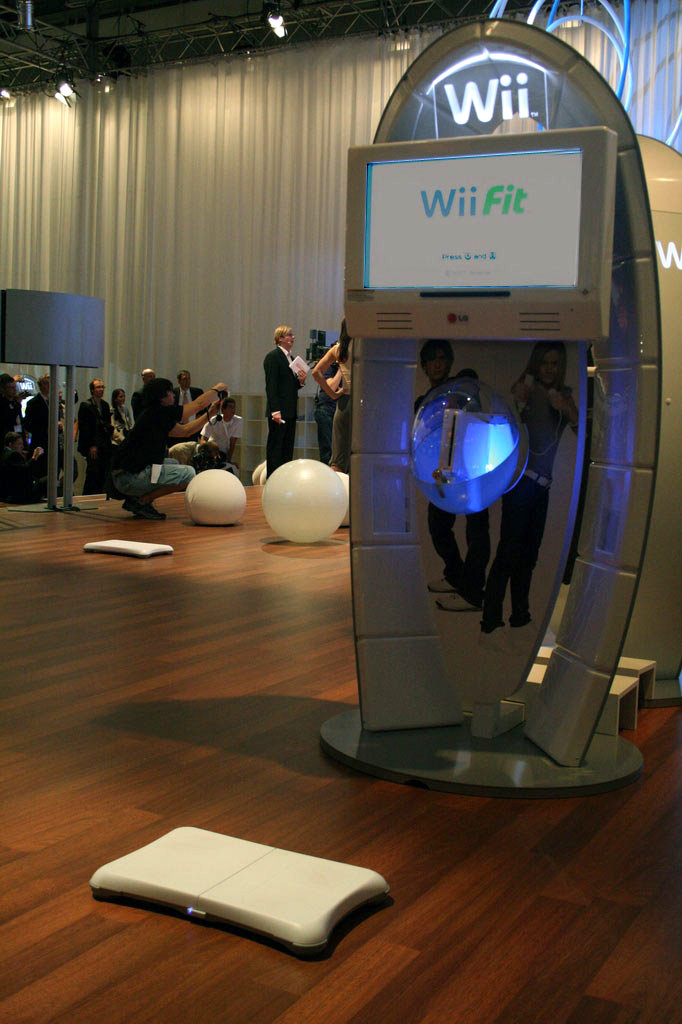
Un stand de demostración de Wii Fit en la Games Convention de Leipzig en agosto de 2007

Wii Fit se presentó por primera vez como Wii Health Pack  por el diseñador jefe de juegos de Nintendo Shigeru Miyamoto, durante una conferencia a mediados de septiembre de 2006. Descrito entonces como una "forma de ayudar a las familias a hacer ejercicio juntas", la idea del juego se había incluido por primera vez en el documento de diseño original de Miyamoto para un grupo básico de juegos que incluía Wii Sports y Wii Play', cuya totalidad estaba garabateada en una hoja de papel.
Al igual que otros juegos diseñados por Miyamoto, como Nintendogs, el diseño de Wii Fit estuvo influenciado por actividades de su vida diaria. Afirma que tanto él como su familia se han preocupado más por su salud, van al gimnasio y controlan su peso. Descubrió que con el tiempo se había convertido en algo "divertido hablar de estas cosas", y como pesarse "no tenía mucho de juego", Nintendo decidió crear juegos en torno a la idea para engranar con el concepto. En la Wii Balance Board se había trabajado durante "casi dos años", y se inspiró en la necesidad de los luchadores de sumo de pesarse con dos básculas.
El juego se anunció con su título actual en la rueda de prensa del E3 de Nintendo el 11 de julio de 2007, y fue demostrado por Miyamoto, el director ejecutivo de Nintendo of America Reggie Fils-Aimé y otros participantes. Miyamoto reveló que Wii Fit se había desarrollado con un equipo "a gran escala" durante un año en aquel momento, y añadió que no había planes para integrar la funcionalidad WiiConnect24 en el juego. Dijo que existía la posibilidad de aprovechar WiiConnect24 en el futuro, como por ejemplo utilizar el servicio para mantenerse en contacto con un médico para ayudar con la rehabilitación, o con un especialista en fitness para ayudar con los ejercicios de entrenamiento.

## Wii Fit Plus
Wii Fit Plus es una versión mejorada de Wii Fit, lanzada en Japón el 1 de octubre de 2009 y en otras regiones el mismo mes. El juego se anunció durante el E3 2009 de Nintendo el 2 de junio de 2009. Incluye todo el contenido original de Wii Fit junto con 15 nuevos juegos de equilibrio y aeróbic (denominados "Training Plus") y seis nuevas actividades de entrenamiento de fuerza y yoga. Las nuevas funciones incluyen un contador de calorías quemadas, la posibilidad de que los usuarios creen regímenes de fitness personalizados o elijan entre una serie de rutinas especializadas basadas en objetivos específicos y tiempo disponible, y la opción de crear perfiles para mascotas y bebés. Los usuarios también pueden navegar más rápidamente entre ejercicios.
Tras el éxito comercial de Wii Fit, el productor Shigeru Miyamoto decidió producir una continuación. Durante el desarrollo de Wii Fit Plus, Miyamoto se enteró de que muchos propietarios de Wii Fit habían dejado de jugar, creyendo que la razón principal era la incomodidad. Se implementó una nueva interfaz de menú, Mi Wii Fit Plus, para solucionar este problema y facilitar y agilizar el acceso a las actividades. La interfaz se recreó y ajustó varias veces durante el desarrollo. A la hora de diseñar nuevos minijuegos para Wii Fit Plus, Miyamoto quería crear actividades que jugaran con el efecto Stroop, requiriendo la coordinación tanto de la mente como del cuerpo del jugador; los minijuegos en los que el jugador utiliza tanto el mando de Wii como la Wii Balance Board al mismo tiempo se convirtieron en un objetivo principal.

## Recepción
Wii Fit tuvo una buena acogida. Actualmente tiene una puntuación del 81,18% en GameRankings, obtenida a partir de las puntuaciones de 57 medios de comunicación, y obtuvo una puntuación media de 81 en MobyGames. Aunque los minijuegos de equilibrio y aeróbic han sido elogiados en general como simple diversión, las críticas al juego se dirigen a sus limitaciones a la hora de ofrecer un régimen de entrenamiento serio. En la reseña de 1UP.com, una de esas limitaciones se atribuyó a la falta de estructura que el juego impone al jugador, afirmando que aunque se tiene "total libertad para elegir lo que quieres hacer, puede que te encuentres haciendo trampas, a pesar de tus mejores intenciones. " X-Play también señaló que las breves actividades están separadas por menús, lo que dificulta que uno mantenga un ritmo cardíaco constante, con Game Revolution criticando una grave limitación: "como entrenador de fitness independiente, sufre mucho por la incapacidad de montar un entrenamiento completo e ininterrumpido sin la horrible 'interrupción de fitness' necesaria por la molesta navegación por los menús y el molesto uso del mando de Wii."  Algunos también han señalado la falta del encanto habitual de Nintendo en el diseño de los juegos, concretamente en los ejercicios de yoga y entrenamiento de fuerza que tienen lugar en un entorno apagado al que un crítico se refirió como "el gimnasio más deprimente y sin vida del mundo. " A pesar de estas limitaciones, la amigable interfaz del juego y la cantidad de actividades se citan como características atractivas para aquellos que quizás estén buscando una introducción al ejercicio diario. En una reseña de IGN, se decía que Wii Fit creaba "un entorno en el que hacer ejercicio es menos desalentador y, como resultado, agradable, incluso divertido."
Según un estudio publicado en el Journal of Physical Activity and Health, la parte aeróbica de Wii Fit no era suficiente para mantener una frecuencia cardiaca de la intensidad recomendada (conocida en fisiología del deporte como frecuencia cardiaca objetivo) para mantener la forma física cardiorrespiratoria.
Un estudio publicado por el Instituto Nacional de Salud y Nutrición de Tokio concluyó que sólo el 33% de los ejercicios (22 de un total de 68) se calificaban como de intensidad media, y el resto como de baja intensidad. Ningún ejercicio se calificó como de alta intensidad.  Los investigadores concluyeron que sólo un tercio de los ejercicios se ajustaban a las directrices de ejercicio proporcionadas por el American College of Sports Medicine (ACSM) y la American Heart Association (AHA), y que los ejercicios ofrecían menos beneficios "que los deportes o ejercicios auténticos porque jugar a estos videojuegos activos implicaba poca locomoción horizontal" Sin embargo, para alcanzar los 30 minutos de actividad moderada (5 veces por semana) sugeridos por el ACSM, se requiere bastante más tiempo, debido a las repetidas navegaciones manuales de los menús necesarias entre cada ejercicio y a la imposibilidad de programar rutinas de ejercicios personalizadas, repeticiones o límites de tiempo (o incluso intensidades personalizadas: el "entrenador" nunca modificará la velocidad en función del nivel de forma física del usuario).
IGN concedió a Wii Fit el premio al mejor uso de la tabla de equilibrio en sus premios de videojuegos de 2008. También fue nominada a otros muchos premios, entre ellos el de mejor nueva IP y Mejor juego deportivo. Hyper elogia el juego por su "eficaz programa de ejercicios, su accesibilidad y su enorme valor como novedad". Sin embargo, lo critica por no ser un "juego para jugadores y no servir para sesiones largas".
Cycling Weekly informó de que Mark Cavendish, doble medallista de oro en los campeón del Mundo de Madison y en los Juegos de la Commonwealth de ciclismo, tuvo que interrumpir su régimen de entrenamiento al lesionarse el gastrocnemio de la pantorrilla izquierda tras caerse de la tabla de equilibrio mientras jugaba al Wii Fit.
Hubo una pequeña controversia con respecto a Wii Fit en el Reino Unido, donde dos padres se quejaron después de que las conocidas limitaciones del IMC llevaran a etiquetar a su hija como persona con sobrepeso. Nintendo se disculpó por cualquier ofensa causada por la terminología utilizada en el juego.
En general, Wii Fit Plus recibió críticas positivas por parte de la crítica. Según GameRankings, la puntuación total es de 80,83%, basada en 18 opiniones, y según Metacritic, de 80%, basada en 33 opiniones. IGN otorgó a Wii Fit Plus una puntuación de 8,2. GameSpot le dio un 7,5 sobre 10. 1UP le dio un sobresaliente, afirmando: "Todavía queda algo de ajuste por hacer, pero Wii Fit Plus es una mejora definitiva en el formato."
En mayo de 2010, la AHA respaldó la Wii para animar a las personas sedentarias a dar el primer paso hacia el fitness. El icono del corazón de la AHA cubre la propia consola junto con dos de sus juegos más activos, Wii Fit Plus y Wii Sports Resort'.

### Ventas
Wii Fit vendió más de un cuarto de millón de copias en su primera semana, y, a pesar de no haber salido a la venta fuera de Japón, el 6 de enero de 2008 se habían vendido un millón de copias de Wii Fit, tras su lanzamiento el 1 de diciembre de 2007. A 4 de enero de 2009, había vendido 3.125.000 copias en Japón. En Japón también fue el tercer juego más vendido y el juego de Wii más vendido de 2008, vendiendo 2.149.131 en ese año.
Antes de su lanzamiento, la reacción de los consumidores también fue positiva en el Reino Unido, y algunos minoristas tuvieron que dejar de aceptar pedidos anticipados debido a su creciente popularidad. Los informes del Reino Unido afirman que en el lanzamiento de Wii Fit se formaron colas en todo el país. El minorista Woolworths afirmó que el juego estaba vendiendo 90 copias por minuto. Nintendo Reino Unido afirmó en abril de 2008 que estaba trabajando duro para garantizar que hubiera suficientes existencias. En su primera semana de lanzamiento, Wii Fit fue el videojuego más vendido de la semana, encabezando la lista de todos los formatos. A pesar de que el juego se vendió a un precio superior a la media (70 libras, frente a una media de 35-40 libras), se convirtió en el sexto título para consola que más rápido se vendió en el Reino Unido, según Chart-Track/ELSPA y consiguió más de 16 millones de libras en ventas.
Durante la semana que comenzó el 19 de mayo de 2008, las ventas de Wii Fit en el Reino Unido cayeron desde el segundo puesto en la lista de todos los formatos hasta abandonar por completo el top 40, lo que se cree que se debió a que Wii Fit se agotó por completo.
En Estados Unidos se informó de que Wii Fit se había agotado en las ventas previas al lanzamiento de los minoristas Amazon.com, GameStop y Wal-Mart. Tras el lanzamiento inicial, los informes mostraron que las tiendas habían agotado las existencias de Wii Fit en todo el país. Michael Pachter, analista de Wedbush Securities, estimó que Nintendo envió sólo 500.000 copias del juego en Norteamérica, frente a los hasta dos millones de unidades que vendió en Europa. Según Pachter, las unidades de Wii Fit fueron asignadas por Nintendo para maximizar los beneficios, dando prioridad a Europa frente a Norteamérica, aprovechando el fuerte valor del euro frente al dólar estadounidense. Según el NPD Group, Wii Fit vendió 690.000 unidades en Estados Unidos en mayo de 2008, lo que lo convirtió en el tercer título más vendido del país en ese mes, por detrás de la versión para Xbox 360 de Grand Theft Auto IV y de Mario Kart Wii', pero por delante de la versión para PlayStation 3 de Grand Theft Auto IV. Wii Fit debutó en Estados Unidos a un precio de venta recomendado de US$89,99 por la consola básica sin incluir otros accesorios. Al igual que ocurrió con la propia consola Wii, la demanda de Wii Fit superó con creces la oferta. Esta escasez creó un mercado secundario en el que la gente compraba Wii Fit en tiendas y lo vendía para obtener beneficios. En junio de 2008, Wii Fit se vendía a una media de 175 dólares por unidad en Amazon.com y EBay.
Según NPD Group, GfK Chart-Track, y Enterbrain, de enero a julio de 2008 el juego vendió 1,433 millones de copias en Estados Unidos, 624.000 en el Reino Unido y 1,547 millones en Japón, un total de 3,604 millones. A 31 de marzo de 2009, Nintendo había vendido 18,22 millones de copias de Wii Fit en todo el mundo. Según NPD Group, GfK Chart-Track y Enterbrain, en el tercer trimestre de 2008 el juego vendió 1. 283 millones de copias en Estados Unidos, 460.000 en el Reino Unido y 346.000 en Japón, un total de 2,089 millones de copias. Wii Fit fue el tercer juego más vendido de diciembre de 2008 en Estados Unidos, con más de 999.000 copias vendidas. También fue el tercer juego más vendido de 2008 en Estados Unidos, con más de 4,53 millones de unidades vendidas.
En 18 meses, en junio de 2009, el juego ayudó a juegos de salud a generar unos ingresos de 2.000 millones de dólares, la mayor parte de los cuales fueron recaudados por los 18,22 millones de ventas de Wii Fit en ese momento. Wii Fit recibió finalmente un premio "Diamante" de ventas de la Entertainment and Leisure Software Publishers Association (ELSPA), que indica unas ventas de al menos 1 millón de copias en el Reino Unido. A 2012 de 3 el juego había vendido 22,67 millones de copias en todo el mundo, y ocupaba el sexto puesto en la lista de juegos más vendidos de Wii.
Wii Fit Plus vendió 2,16 millones de copias en todo el mundo al mes de su lanzamiento y en septiembre de 2018 había vendido 21,13 millones de unidades en todo el mundo.

## Otros usos
Wii Fit se ha utilizado para rehabilitación fisioterapéutica, y rehabilitación mediante videojuegos y ha sido adoptado por varios gimnasios de todo el mundo.
Wii Fit también se ha utilizado para el tratamiento de problemas de equilibrio en personas mayores. En un estudio, una mujer de 86 años era incapaz de caminar sin supervisión, incluso con un andador, debido a su falta de equilibrio y a su tendencia a caerse, después de sufrir un derrame cerebral. Participó en cuatro sesiones de entrenamiento junto con fisioterapia. Se le realizaron las pruebas de Berg Balance Scale (BBS), las pruebas de Alcance Funcional y Alcance Lateral, Timed Up & Go test (TUG), posturografía computerizada y el Cuestionario de Retroalimentación Breve (SFQ). Esto se hizo antes de la primera sesión de entrenamiento y después de la última. Según los resultados y su propio feedback, había mejorado la simetría anteroposterior de la postura. "Cuando recibió el alta hospitalaria, era capaz de caminar con un andador con una supervisión mínima. "
En verano de 2009, la organización de apoyo de las Fuerzas Armadas de Finlandia invirtió en 384 consolas Wii (incluidas Wii Sports y Wii Fit) para las bases militares de todo el país, con el fin de inspirar a los soldados a hacer más ejercicio en su tiempo libre. La respuesta de los reclutas y oficiales fue positiva.
Algunas residencias de ancianoss utilizan Wii Fit para hacer ejercicio suave.  El sistema se utiliza para dar a los residentes un entrenamiento de yoga junto con ejercicios de flexibilidad y equilibrio. El juego permite aumentar el ritmo cardíaco y mejorar la salud general de las personas que no pueden realizar un ejercicio diario riguroso. Dependiendo de su nivel de movilidad, algunos pueden realizar los ejercicios de pie, mientras que otros pueden permanecer sentados.

## Legado

### Éxitos
La tercera entrega de la serie, Wii Fit U, se lanzó para la sucesora de la Wii, la Wii U. Aunque mantiene la mayoría de las características generales de sus predecesores, el juego utiliza el Wii U GamePad y también puede sincronizar datos con el Fit Meter opcional, un accesorio podómetro que mide actividades como los pasos dados y la altitud. Lanzado en la Nintendo eShop en octubre y noviembre de 2013 para los principales mercados, una versión minorista, disponible en Europa y Australia en diciembre de 2013, fue programada para su lanzamiento en América del Norte en enero de 2014, y en Japón el mes siguiente.
El 18 de octubre de 2019 salió a la venta un nuevo juego de ejercicio para Nintendo Switch, Ring Fit Adventure. Se acopla el mando derecho de Switch en un periférico con forma de rueda incluido en el juego (llamado Ring-Con) y se sujeta el mando izquierdo de Switch a su muslo izquierdo mediante una correa para la pierna. Esto está pensado para realizar maniobras más complejas de estiramiento, poses y footing en el lugar: en comparación con la Wii Fit Board. Este juego presenta a un nuevo protagonista (Ring Fit Trainee) que realiza estos ejercicios para adentrarse en una aventura de role-playing. El Trainee tiene su propio Ring-Con dentro del juego que puede ser usado para derrotar a los mobs en combate.

### Otras apariciones
El gimnasio del minijuego Rhythm Boxing es el mismo gimnasio de los juegos de entrenamiento de boxeo de Wii Sports. Los Entrenadores Wii Fit masculino y femenino son personajes jugables en Super Smash Bros. para Nintendo 3DS y Wii U y Super Smash Bros. para Nintendo 3DS y Super Smash Bros. Ultimate, siendo el femenino el predeterminado de los dos, que luchan con un estilo muy influenciado por los ejercicios de yoga y entrenamiento de fuerza, así como por los juegos de aeróbic y equilibrio, junto con una arena de combate "Wii Fit Studio" en la versión de Wii U. La isla que aparece en el minijuego de Jogging también es la predecesora de la Isla Wuhu, que apareció en Wii Sports Resort, Wii Fit Plus y otros títulos de Nintendo.